# Kassi
Kassi var en av hustrurna till sultan Suleyman av Maliriket (regerade 1341–1360).
Kassi gifte sig med Suleyman, som var hennes kusin på farssidan och som besteg tronen 1341. Maliriket var muslimskt men påverkades också av den tidigare förislamiska kulturen, där kungens hustru var sin makes medregent, och Kassi hade därmed en mycket starkare ställning än kungliga hustrur normalt hade i muslimska hov. Hon sägs ibland ha varit hans medregent, och åtnjöt stor prestige och popularitet vid hovet, där hon hade en stark maktställning också för att hovets poster till stor del besatts av hennes egna kungliga släktingar. Hon blev mor till prins Kassa. 
Relationen mellan Kassi och Suleyman var inte god, och Suleyman blev förälskad i en icke kunglig kvinna, Bendjou, och tog henne till ny hustru. Hovets kvinnor, av vilka många var Kassis släktingar, vägrade erkänna Bendjous status som kungahustru och demonstrerade mot henne genom att hälsa henne med jord på händerna för att förolämpa henne, medan de istället hälsade Kassi med jord på huvudet för att hedra henne som fortsatt legitim kunglig hustru. Det ledde till en slutlig brytning mellan Kassi och Suleyman och Bendjou, och Kassi tvingades då söka asyl i en moské. 
Konflikten destabliserade det kungliga hovet och därmed riket, och när Kassi begärde hjälp från sina släktingar bland hövdingaadeln att hjälpa henne mot sin make, utbröt inbördeskrig när en del av hövdingarna reste sig mot monarken. Kassis allierade sig med den falang som stödde sönerna till Suleymans företrädare som regent, Maghan I, med vilka hon hade slutit allians. Inbördeskriget slutade med seger för Suleymans falang sedan de hade diskrediterat Kassi genom att bevisa att hon hade slutit kontakter med sin kusin Djathal, som var en förvisad förrädare. 
Hennes make avled 1360 och efterträddes av hennes son Kassa, som dock efterträddes samma år av sin kusin Mari Diata II.